# Magill
Magill è una rivista irlandese di attualità e politica, fondata da Vincent Browne nel 1977.
Nel 2000 la testata fu venduta all'editore Eamon Delaney che, dopo una breve chiusura, la rilanciò nel 2004.

## Controversie legali
Nel 1986 a Magil fu intentata una causa dalle emittenti televisive BBC, ITV e RTE, per violazione di copyright, in quanto la rivista aveva richiesto alle reti i dati relativi al palinsesto televisivo per produrre una guida TV.
La causa venne portata davanti alla Corte di giustizia CE, che nel 1995 ritenne i dati sul palinsesto delle essential facilities, e condannò le emittenti per abuso di posizione dominante (in base agli articoli 81 e 82 del Trattato di Roma).